# BET Hip Hop Awards 2023
Die BET Hip Hop Awards 2023 wurden am 3. Oktober 2023 im Cobb Energy Performing Arts Centre, Atlanta, Georgia vergeben. Die Aufzeichnung der Verleihung wurde am 19. Oktober 2024 auf Black Entertainment Television (BET) ausgestrahlt. Moderator war zum zweiten Mal Fat Joe.
Die meisten Auszeichnungen erhielt Kendrick Lamar mit vier, die meisten Nominierungen hatte Cardi B und 21 Savage mit je zwölf, gefolgt von Drake mit neun.
Den Preis für sein Lebenswerk (I Am Hip Hop Award) erhielt Hip-Hop-Pionier Marley Marl. Den Cultural Influence Award erhielten Swizz Beatz und Timbaland.
Auf Grund des 30-jährigen Jubiläums von So So Def fand eine Gruppenperformance von Gründer Jermaine Dupri mit Ludacris, Da Brat, Bow Wow, Bone Crusher und Dem Franchize Boyz statt. Daneben gab es eine Cypher mit Bun B, Cassidy, Lola Brooke, Symba, Foggieraw, Lady London und Scar Lip, zusammen mit DJ E Feezy und DJ Runna. Eine digitale Cypher umfasste That Mexican OT, Maiya the Don, DJ Hed und LaNell Gran.

## Sieger und Nominierte

### Hip Hop Artist of the Year
- Kendrick Lamar
  - 21 Savage
  - Burna Boy
  - Drake
  - GloRilla
  - J. Cole
  - Lil Uzi Vert

### Hip Hop Album of the Year
- Her Loss – Drake
  - Anyways, Life’s Great – GloRilla
  - Coi – Coi Leray
  - God Did – DJ Khaled
  - Heroes & Villains – Metro Boomin
  - Jackman – Jack Harlow
  - Pink Tape – Lil Uzi Vert
  - Traumazine – Megan Thee Stallion

### Best Hip Hop Video
- Just Wanna Rock – Lil Uzi Vert
  - Players (DJ Smallz 732 – Jersey Club Remix) – Coi Leray
  - Put It on da Floor Again – Latto featuring Cardi B
  - Shake Sumn – DaBaby
  - Sittin’ on Top of the World – Burna Boy featuring 21 Savage
  - Spin Bout U – Drake & 21 Savage
  - Tomorrow 2 – GloRilla & Cardi B

### Best Collaboration
- All My Life – Lil Durk featuring J. Cole
  - God Did – DJ Khaled featuring Rick Ross, Lil Wayne, Jay-Z, John Legend & Fridayy
  - Players (DJ Saige Remix) – Coi Leray featuring Busta Rhymes
  - Princess Diana – Ice Spice & Nicki Minaj
  - Put It on da Floor Again – Latto featuring Cardi B
  - Sittin’ on Top of the World – Burna Boy featuring 21 Savage
  - Tomorrow 2 – GloRilla & Cardi B

### Best Duo/Group
- Drake & 21 Savage
  - City Girls
  - DJ Drama & Jeezy
  - EarthGang
  - Larry June & The Alchemist
  - Quavo & Takeoff
  - Rae Sremmurd

### Lyricist of the Year
- Kendrick Lamar
  - 21 Savage
  - André 3000
  - Burna Boy
  - Cardi B
  - Conway the Machine
  - Drake
  - J. Cole

### Best Live Performer
- Kendrick Lamar
  - Burna Boy
  - Busta Rhymes
  - Cardi B
  - Coi Leray
  - DaBaby
  - Drake
  - Megan Thee Stallion

### Video Director of the Year
- Dave Free & Kendrick Lamar
  - Anderson .Paak
  - Cole Bennett
  - Colin Tilley
  - DaBaby & Reel Goats
  - Dave Meyers
  - Travis Scott

### DJ of the Year
- Metro Boomin
  - Chase B
  - D-Nice
  - DJ Cassidy
  - Clark Kent
  - DJ Drama
  - DJ Jazzy Jeff
  - DJ Khaled
  - Kaytranada

### Producer of the Year
- Metro Boomin
  - ATL Jacob
  - DJ Khaled
  - Dr. Dre
  - Hit-Boy
  - Hitmaka
  - Kaytranada
  - London on da Track
  - The Alchemist

### Song of the Year
- Just Wanna Rock – Lil Uzi Vert
  - All My Life – Lil Durk featuring J. Cole
  - God Did – DJ Khaled featuring Rick Ross, Lil Wayne, Jay-Z, John Legend & Fridayy
  - Players – Coi Leray
  - Put It on da Floor Again – Latto featuring Cardi B
  - Rich Flex – Drake & 21 Savage
  - Sittin’ on Top of the World – Burna Boy featuring 21 Savage
  - Tomorrow 2 – GloRilla & Cardi B

### Best Breakthrough Hip Hop Artist
- Ice Spice
  - Armani White
  - Central Cee
  - Doechii
  - Finesse2tymes
  - Kaliii
  - Lola Brooke
  - Sexyy Red

### Hustler of the Year
- 50 Cent
  - 21 Savage
  - Burna Boy
  - Cardi B
  - Caresha
  - DJ Khaled
  - Drake
  - Jay-Z

### Sweet 16: Best Featured Verse
- Jay Z – God Did (DJ Khaled featuring Rick Ross, Lil Wayne, Jay-Z, John Legend & Fridayy)
  - 21 Savage – Creepin’ – (Metro Boomin featuring The Weeknd & 21 Savage)
  - 21 Savage – Peaches & Eggplants (Young Nudy featuring 21 Savage)
  - André 3000 – Scientists & Engineers (Killer Mike & André 3000 featuring Future & Eryn Allen Kane)
  - Cardi B – Tomorrow 2 (GloRilla & Cardi B)
  - Cardi B – Put It on da Floor Again (Latto featuring Cardi B)
  - Drake – Oh U Went (Young Thug featuring Drake)
  - J. Cole – All My Life (Lil Durk featuring J. Cole)

### Impact Track
- All My Life – Lil Durk featuring J. Cole
  - 30 – Nas
  - Anxiety – Megan Thee Stallion
  - Can’t Win for Nothing – Symba
  - Champions – NLE Choppa
  - God Did – DJ Khaled featuring Rick Ross, Lil Wayne, Jay-Z, John Legend & Fridayy
  - Scientists & Engineers – Killer Mike & André 3000 featuring Future & Eryn Allen Kane
  - Therapy Pt. 2 – Robert Glasper featuring Mac Miller

### Best Hip-Hop Platform
- Caresha Please
  - AllHipHop
  - Drink Champs
  - HipHopDX
  - Million Dollaz Worth of Game
  - Rap Caviar
  - The Breakfast Club
  - The Joe Budden Podcast
  - XXL

### Best International Flow
- Black Sherif (Ghana)
  - AKA (Südafrika)
  - Central Cee (UK)
  - Gazo (Frankreich)
  - J Hus (UK)
  - K.O. (Südafrika)
  - Major Rd (Brasilien)
  - Ninho (Frankreich)
  - Sampa the Great (Sambia)
  - Tasha & Tracie (Brasilien)

### I Am Hip Hop Award
- Marley Marl

### Cultural Influence Award
- Swizz Beatz & Timbaland